# Teodor (Dridakis)
Teodor, imię świeckie Teodoros Dridakis (ur. 1966 w Retimno) – grecki duchowny prawosławny w jurysdykcji Patriarchatu Aleksandrii, od 2016 tytularny biskup babiloński, wikariusz patriarszy (rezydujący w Kairze).

## Życiorys
Święcenia diakonatu przyjął 7 sierpnia 1988, a prezbiteratu 22 lipca 2000. 18 grudnia 2016 otrzymał chirotonię biskupią.